# Керч
Керч (на руски: Керчь; на кримскотатарски: Keriç) е град в Крим. Населението на града е 149 566 души към 1 януари 2017 г.

## География
Намира се на Керченския полуостров, в най-източната част на Кримския полуостров, на брега на Керченския проток между Черно и Азовско море. Населението му наброява 158 165 жители (2001).

## История
Керч е един от най-старите градове в света; на територията му има множество паметници на историята и архитектурата от различни епохи и култури.
По време на Втората световна война е арена на ожесточени бойни действия. За Керч са се водели много ожесточени боеве. Завземан е два пъти от германците – през ноември 1941 г. и май 1942 г., след тежкото съветско поражение в Керченско-Феодосийската операция.
На 14 септември 1973 година, с указ на ЦК на КПСС, е обявен за град-герой заради проявената храброст от защитниците на града срещу силите на Вермахта през Втората световна война.

## Икономика
Крупен промишлен и транспортен възел, голям туристически център в Крим.

## Други
На Керч е наречена улица в квартал „Орландовци“ в София (Карта).